# Jaina Lee Ortiz
Pour les articles homonymes, voir Ortiz.
Jaina Lee Ortiz est une actrice et danseuse américaine née le 20 novembre 1986 dans le comté de Monterey en Californie.
Elle se fait remarquer grâce au rôle d'Annalise Villa dans la série policière Rosewood, avant de décrocher le rôle principal d'Andy Herrera dans la série dramatique Grey's Anatomy : Station 19, le second spin-off médical à succès, Grey's Anatomy,.

## Biographie

### Jeunesse et formation
Jaina Lee Ortiz est née le 20 novembre 1986 en Californie et a grandi dans le Bronx à New York. Le père de Jaina est un détective au sein du NYPD. Elle a commencé des entraînements de danse à l'âge de 9 ans en prenant des cours de Salsa et Mambo. À l'âge de 15 ans, elle commence à donner des cours. L'année suivante, elle voyage à travers le monde en tant que prof et danseuse  professionnelle.

### Carrière
Ortiz commence à apparaître, tout d'abord, dans des films amateurs. Elle étudie ensuite pendant 2 ans aux Studios Maggie Flanigan, où elle apprend la technique Meisner.
En 2009, elle auditionne et est retenue pour la saison 2 de Scream Queens, télé-réalité de VH1 dans laquelle elle et 9 autres participantes espèrent devenir actrices en passant plusieurs épreuves dans le but de remporter un rôle dans le film d'horreur Saw 6. Elle finit à la seconde place, l'émission fut remportée par Tanedra Howard.
En 2013, elle obtient un rôle dans le téléfilm de science-fiction de Chris Carter, The After. Cette production, qui fut diffusée en février 2014 sur Amazon Vidéo, a reçu des retours positifs. Le service de vidéo à la demande commande alors la suite en série. Cependant, le 5 janvier 2015, Amazon Studios décide d'abandonner le projet.
Jaina Lee Ortiz persévère et elle est finalement retenue en tant que rôle principal féminin de la série policière Rosewood. Elle y joue le personnage d'Annalise Villa et elle partage l'affiche aux côtés de Morris Chestnut. La série est cependant annulée après seulement deux saisons.
Le 28 juillet 2017, elle signe pour le premier rôle féminin de la série Grey's Anatomy : Station 19, le second spin-off de Grey's Anatomy qui est diffusé depuis le 22 mars 2018 sur ABC. Le pilote a été diffusé le 1er mars 2018 en tant que treizième épisode de la quatorzième saison de la série Grey's Anatomy. La série est centrée sur les personnages de Jaina Lee Ortiz ainsi que celui de Jason George, qui reprend le rôle de Ben Warren.

## Filmographie

### Cinéma

#### Courts métrages
- 2008 : High Voltage de Christina Soto : La danseuse
- 2013 : Laid Out de Suraj Das : Daniela

#### Longs métrages
- 2004 : Sad Spanish Song de Ef Treize : Spanish Rice
- 2012 : Misfire de Shan Serafin : I.C.
- 2017 : Girls Trip de Malcolm D. Lee : Elle-même
- 2021 : Righteous Thieves : Lucille

### Télévision

#### Téléfilms
- 2014 : The After de Chris Carter : Marly

#### Séries télévisées
- 2010 : Scream Queens : Candidate finaliste
- 2012 : The Shop : Petrona (6 épisodes)
- 2015 - 2017 : Rosewood : Annalise Villa (44 épisodes)
- 2017 : Shooter : Angela Tio (4 épisodes)
- 2018 : Grey's Anatomy : Andy Herrera (2 épisodes)
- 2018 - 2024 : Grey's Anatomy : Station 19 : Andy Herrera (rôle principal)

## Distinctions
Sauf indication contraire, les informations mentionnées dans cette section peuvent être confirmées par la base de données cinématographiques IMDb,  présente dans la section « Liens externes ».
Nominations
- Imagen Awards 2016 : meilleure actrice dans une série télévisée pour Rosewood